# Melicope elliptica
Melicope elliptica är en vinruteväxtart som beskrevs av Asa Gray. Melicope elliptica ingår i släktet Melicope och familjen vinruteväxter. Inga underarter finns listade i Catalogue of Life.